# Mediawan
Mediawan S.A. é um conglomerado de mídia francesa e um grupo internacional de produção e distribuição audiovisual. Foi fundada em 15 de dezembro de 2015 por Xavier Niel, Matthieu Pigasse e Pierre-Antoine Capton sob a forma jurídica de uma empresa de aquisição de propósito específico ("SPAC") com o objetivo de adquirir ativos e operações no negócio de produção e distribuição de mídia na Europa. A sua ambição para a empresa era tornar-se “uma das maiores plataformas de conteúdo europeu”.

## História
A Mediawan foi fundada em 15 de dezembro de 2015 como um serviço de aquisição. O plano da empresa era formar um grupo audiovisual internacional por meio de aquisições na França e na Europa nos setores de entretenimento ou mídia.
A empresa abriu o capital em 22 de abril de 2016, arrecadando € 250 milhões (US$ 310 milhões).
Em janeiro de 2017, a Mediawan anunciou que havia entrado em negociações exclusivas para adquirir a empresa francesa de produção, transmissão e distribuição audiovisual AB Groupe de seu cofundador Claude Berda, que tinha uma participação de 53% na empresa, juntamente com a empresa de mídia TF1 Group, que possuía uma participação de 33,5%, por € 270 milhões para que a Mediawan construísse um líder europeu em conteúdo premium e um grupo de produção e distribuição audiovisual. O acordo poderia dar à Mediawan suas próprias produtoras e uma divisão de distribuição internacional, juntamente com os canais de TV paga de propriedade do AB Groupe. Dois meses depois, no final de março do mesmo ano, a Mediawan anunciou que havia fechado a aquisição da empresa francesa de produção, transmissão e distribuição audiovisual AB Groupe de seu cofundador Claude Berda, que tinha uma participação de 53% na empresa, juntamente com a empresa de mídia TF1 Group, que possuía uma participação de 33,5%, com a AB Groupe se tornando uma subsidiária integral da Mediawan, marcando o primeiro passo da Mediawan nas atividades de produção e distribuição premium.
Em junho de 2017, a Mediawan anunciou negociações exclusivas para adquirir uma participação majoritária na produtora francesa de documentários Clarke Costelle & Co. (CC&C), sediada em Paris Um mês depois, em julho do mesmo ano, a Mediawan anunciou que havia concluído a aquisição de uma participação majoritária na produtora francesa de documentários audiovisuais Clarke Costelle & Co (CC&C), sediada em Paris. Também no mesmo mês, anunciaram que compraram os restantes 35% da participação no canal de televisão luxemburguês RTL9 à sua anterior empresa-mãe, RTL Group.
Em dezembro de 2017, a Mediawan anunciou negociações exclusivas para adquirir uma participação majoritária na empresa de entretenimento, audiovisual e animação sediada em Paris, ON Entertainment, dona da produtora de filmes Chapter 2 e seu selo de animação Method Animation sob a divisão ON Kids & Family por cerca de € 50 milhões. Um ano depois, em junho de 2018, a Mediawan anunciou que havia concluído a aquisição de uma participação majoritária na ON Entertainment, a aquisição marcou a primeira entrada da Mediawan no mercado de animação. A Mediawan anunciou então que, devido à aquisição da ON Entertainment, estava reestruturando suas operações em quatro grupos, com a ON Entertainment se juntando ao portfólio da Mediawan e renomeada como ON Kids & Family, com o Capítulo 2 passando para a Mediawan. 
Em janeiro de 2018, a Mediawan anunciou que havia adquirido a divisão de produção televisiva francesa da EuropaCorp, a EuropaCorp Television (anteriormente conhecida como Cipango), e renomeado a divisão para Storia Television, expandindo o portfólio de drama da Mediawan e se tornando a maior produtora de conteúdo de ficção televisiva, além de expandir seu conteúdo internacional. Eles também anunciaram que estavam em negociações exclusivas para comprar uma participação majoritária de 60% na produtora francesa de roteiros Mon Voisin Productions, sediada em Paris, e uma participação majoritária no grupo de produção de televisão francês Makever, juntamente com suas 7 produtoras independentes. Dois meses depois, em Março do mesmo ano, a Mediawan anunciou que tinha concluído a aquisição de uma participação maioritária no grupo francês de produção de televisão com guião Makever Group, juntamente com as suas subsidiárias de produção. Sete meses depois, em outubro do mesmo ano, a Mediawan anunciou que havia concluído a aquisição de uma participação majoritária na produtora de roteiro francesa Mon Voisin Productions. Mais tarde, no mesmo mês do mesmo ano, a Mediawan anunciou que havia entrado em uma reestruturação organizando suas operações em quatro atividades audiovisuais e renomeado AB Groupe e seu próprio braço de distribuição internacional AB International Distribution sob o nome Mediawan para Mediawan Thematics e Mediawan Rights, marcando a primeira vez que a Mediawan renomeou suas subsidiárias após sua aquisição desde 2017.
Em dezembro de 2018, a Mediawan anunciou que havia adquirido uma participação de 50% na produtora cinematográfica francesa Mai Juin Productions e a colocado sob sua divisão de produção de conteúdo Mediawan Originals, com o fundador da Mai Juin Productions, Gilles de Maistre, juntando-se à Mediawan em seu grupo de talentos.
Em janeiro de 2019, a Mediawan anunciou que havia fechado um acordo para adquirir uma participação de 53% na produtora independente italiana Palomar, a aquisição será a primeira aquisição da Mediawan fora da França. Dois meses depois, em março do mesmo ano, a Mediawan anunciou que havia concluído a aquisição de uma participação majoritária de 53% na produtora independente italiana Palomar, marcando a expansão da Mediawan para a Itália. A Mediawan terá planos de adquirir uma participação de 75% mais tarde, juntamente com o fundador e CEO da Palomar, Carlo Degli Esposti, que continuou com 25% na empresa adquirida.
Em abril de 2019, um ano após a Mediawan ter adquirido a ON Entertainment, a Mediawan anunciou que havia estabelecido uma parceria com o mundialmente conhecido autor e ilustrador francês Joann Sfar para adaptar suas obras para o cinema e a televisão com a aquisição de uma participação majoritária na produtora de animação de Joann Sfar, Nice Pictures, e colocada sob a ON Kids & Family.
Em maio de 2019, a Mediawan anunciou que havia unido forças com o produtor francês Noor Sadar e a produtora belga Entre Chien et Loups para lançar uma produtora francesa dedicada a filmes de gênero e baixo orçamento chamada Black Swan Tales.
Em setembro de 2019, a Mediawan anunciou que havia lançado seu selo de produção chamado NC Production com a produtora Nicole Collet se juntando à Mediawan e seu selo de produção como CEO do selo de produção.
Em outubro de 2019, a Mediawan anunciou que compraria uma participação majoritária na produtora cinematográfica francesa Radar Films para que a Mediawan pudesse entrar em séries francesas e internacionais, expandindo as operações de produção cinematográfica da Mediawan com a Radar Films sendo colocada sob as atividades de produção cinematográfica da Mediawan e usará seu investimento para desenvolver filmes em francês e inglês. 
Em fevereiro de 2020, a Mediawan anunciou que havia adquirido uma participação majoritária na produtora francesa de documentários e roteiros premium Black Dynamite, sediada em Paris, expandindo as atividades de produção de documentários da Mediawan.
Em junho de 2020, a Mediawan anunciou que sua subsidiária infantil ON Kids & Family havia renomeado a produtora Nice Pictures de Joann Sfar, sediada em Paris, como seu mini-estúdio e a renomeado para Magical Society, com o veterano produtor de animação e fundador da Method Animation e produtor Aton Soumache e a premiada editora Joann Sfar liderando a empresa renomeada.
Em 22 de junho de 2020, a Mediawan anunciou a criação de uma empresa pan-europeia dedicada chamada Mediawan Alliance, anunciando que havia estabelecido um acordo para adquirir uma participação minoritária na produtora e distribuidora alemã de cinema e televisão Leonine Holding e anunciou que havia entrado em negociações para comprar a produtora e distribuidora de entretenimento francesa Lagardère Studios e suas subsidiárias de produção, incluindo sua divisão de distribuição, do Grupo Lagardère por € 100 milhões, o que poderia expandir ainda mais o portfólio de produção da Mediawan e expandir ainda mais as operações internacionais da Mediawan para outros países, como a Espanha, para que a Lagardère se concentrasse em suas operações de publicação e varejo de viagem. A Mediawan também anunciou que adquiriu uma participação majoritária na empresa espanhola de produção de conteúdo Good Mood, expandindo suas operações na Espanha. A divisão Mediawan Alliance da Mediawan anunciou que estava em negociações exclusivas para comprar as atividades audiovisuais do grupo francês de hip-hop Troisième Œil.  Cinco meses depois, em 2 de novembro do mesmo ano, a Mediawan anunciou que havia concluído a aquisição da empresa francesa de produção e distribuição internacional Lagardère Studios e suas subsidiárias de produção, incluindo sua divisão de distribuição do Grupo Lagardère, juntamente com sua divisão pan-europeia. A Mediawan Alliance concluiu a aquisição da divisão audiovisual do grupo francês de hip-hop Troisième Œil e uma participação minoritária na empresa alemã de produção e distribuição audiovisual Leonine Holding, com a primeira sendo incorporada ao portfólio expandido da Mediawan, transformando a Mediawan em uma potência pan-europeia de produção de entretenimento. Eles também anunciaram que tinham adquirido uma participação minoritária na produtora espanhola Weekend Studio, sediada em Madrid. Em 11 de novembro do mesmo ano, após a aquisição dos Estúdios Lagardère, a Mediawan anunciou que estava formando um centro de produção espanhol com sede na Espanha, denominado Mediawan Studios Spain, com suas três produtoras espanholas sendo colocadas nessa nova divisão.
Em março de 2021, a Mediawan anunciou que estava lançando um serviço SVOD dedicado a documentários que foi denominado Explore, marcando seu primeiro serviço de streaming francês e será exclusivamente via Apple TV.
Em julho de 2021, a Mediawan, juntamente com a produtora e distribuidora audiovisual alemã Leonine Holding, anunciou que renomeou formalmente sua divisão de produção de joint venture Mediawan Alliance como Mediawan & Leonine Studios e anunciou que havia adquirido em conjunto uma participação majoritária na produtora dramática britânica Drama Republic, marcando a primeira vez que a Mediawan entrou no mercado de televisão britânico ao lado da Leonine Holding.  Mais tarde, no mesmo mês, a Mediawan anunciou a aquisição de uma participação maioritária na Chi-Fou-Mi Productions. 
Em janeiro de 2022, a Mediawan, sob sua divisão de joint venture Mediawan & Leonine Studios, anunciou que havia aberto um escritório americano com sede em Los Angeles, Califórnia, e contratou a ex-executiva da Red Arrow Studios e Fremantle, Caroline Kusser, para lidar com as coproduções internacionais da divisão de joint venture como sua vice-presidente executiva.
Em fevereiro de 2022, a Mediawan anunciou que estava reestruturando sua subsidiária de produção finlandesa, Aito Media, e contratou a veterana da indústria de mídia Lauri Nurkse e a profissional de TV Emilia Valentin, que assumirão o desenvolvimento e a distribuição dos programas com e sem roteiro da Aito. Três meses depois, em maio do mesmo ano, após a reestruturação da produtora finlandesa Aito Media pela Mediawan, a Mediawan anunciou que havia renomeado sua produtora finlandesa Aito Media, que a Mediawan adquiriu junto com sua controladora Lagardére Studios em 2020, para o nome Mediawan e a renomeou para Mediawan Finland, marcando a primeira vez que a Mediawan renomeou uma de suas produtoras com o nome de sua controladora desde a renomeação de sua divisão de transmissão Mediawan Thematics e seu braço de distribuição Mediawan Rights em 2018.
Em junho de 2022, um mês após a Mediawan renomear a Aito Media para Mediawan Finlândia, a Mediawan anunciou que traria todas as suas atividades para crianças e famílias e aumentaria seu conteúdo de entretenimento juvenil ao anunciar que havia renomeado sua subsidiária ON Kids & Family e a reformatado como sua própria divisão chamada Mediawan Kids & Family, aposentando o nome ON após sete anos, marcando a segunda vez que a Mediawan renomeou uma de suas subsidiárias para Mediawan Finlândia, com seus selos de animação Method Animation, Magical Society, ON Animation Studios e ON Classics sendo colocados sob a divisão recém-renomeada, com os dois últimos mantendo o nome ON. A Mediawan também anunciou que lançou dois novos selos de produção, que eram o estúdio de produção de animação tradicional Somewhere Animation e o estúdio de live-action Elliot Studio, que fariam parte da divisão, juntamente com a Mediawan Kids & Family, que lançou seu próprio selo de distribuição que cuidará de todos os seus programas de animação e live action, juntamente com programas de terceiros. 
Em setembro de 2022, a Mediawan anunciou que estava se unindo ao cineasta francês vencedor do Oscar Florian Zeller para lançar uma produtora de cinema e televisão franco-americana com sede em Paris e Los Angeles chamada Blue Morning Pictures, com a Mediawan financiando e produzindo seus projetos de cinema e televisão.
Em outubro de 2022, a Mediawan anunciou que sua divisão de distribuição internacional Mediawan Rights havia entrado no Web3 Space ao lançar seu próprio metaverso dedicado para compradores acessarem os lançamentos de catálogo da Mediawan e se conectarem com executivos de vendas chamados Metawan.
Em 30 de outubro de 2022, a Mediawan anunciou que estava em negociações exclusivas para adquirir uma participação significativa no estúdio de produção de cinema e televisão americano de Brad Pitt, Plan B Entertainment. Dois meses depois, em dezembro de 2022, a Mediawan anunciou que havia adquirido uma participação significativa no estúdio de produção de cinema e televisão americano de Brad Pitt, Plan B Entertainment, com sede em Los Angeles, e foi colocada sob as operações da Mediawan, com a Mediawan lançando sua divisão dedicada nos Estados Unidos chamada Mediawan US.
Em fevereiro de 2023, a Mediawan anunciou que sua divisão infantil Mediawan Kids & Family havia adquirido uma participação majoritária na produtora britânica de roteiro e animação Wildseed Studios, sediada em Bristol, tornando-se a primeira aquisição internacional da Mediawan Kids & Family com a Wildseed Studios se tornando uma gravadora de produção. 
Em abril de 2023, a Mediawan anunciou que havia adquirido uma participação majoritária na produtora independente holandesa de cinema e televisão e no estúdio de produção de animação Submarine, com sede em Amsterdã, expandindo as atividades de animação e produção de cinema e televisão da Mediawan junto com as atividades de produção holandesa expandidas da Mediawan.
Em maio de 2023, a Mediawan anunciou que havia adquirido a empresa africana de produção e distribuição de conteúdo audiovisual independente, Côte Ouest Audiovisuel, sediada na Costa do Marfim, e a estava colocando sob sua divisão Mediawan Africa, expandindo as operações africanas da Mediawan com o parceiro de longa data da Mediawan, Canal+ International, continuando a deter uma participação minoritária na empresa adquirida pela Mediawan, Côte Ouest Audiovisuel. 
Em julho de 2023, a Mediawan anunciou que havia adquirido uma participação majoritária na produtora cinematográfica francesa 24 25 Films, sediada em Paris.
Em 16 de janeiro de 2024, a Mediawan anunciou que adquiriu uma participação majoritária na produtora de documentários britânica sediada em LondresMisfits Entertainment, expandindo a produção factual da Mediawan e suas atividades de produção em inglês.
Em abril de 2024, a Mediawan anunciou que havia renomeado sua produtora de televisão holandesa Skyhigh TV, que a Mediawan eventualmente trouxe junto com a aquisição de sua controladora Lagardère Studios em 2020, com o nome Mediawan e a renomeou para Mediawan Skyhigh para comemorar o 25º aniversário desta última, marcando a terceira vez que a Mediawan renomeou uma de suas produtoras com o nome Mediawan, depois de Mediawan Finland e Mediawan Kids & Family. Mais tarde, no mesmo mês, a Mediawan, que já detinha uma participação minoritária de 25% na produtora e distribuidora de filmes e televisão alemã Leonine Holding, sediada em Munique, desde 2020, anunciou que havia firmado um acordo para adquirir as participações restantes da produtora e distribuidora de filmes e televisão alemã Leonine Holding, sediada em Munique, e suas produtoras, que também eram de propriedade da Kohlberg Kravis Roberts, adquirindo as participações restantes em um acordo totalmente em ações. O acordo para adquirir o controle total da Leonine Holding expandiria as operações alemãs da Mediawan e poderia transformar a Mediawan em uma potência pan-europeia de produção e distribuição de filmes e televisão, com assunto pendente a ser aprovado pelas autoridades alemãs, enquanto a Leonine manterá seu nome assim que a aquisição for concluída, juntamente com seu fundador Fred Kogel, que se juntará à equipe executiva da Mediawan e continuará a liderar as operações da Leonine.
Em maio de 2024, a Mediawan anunciou que, juntamente com o estúdio de animação independente ZAG, que produziu Miraculous: Les aventures de Ladybug et Chat Noir sob suas marcas Method Animation e Zagtoon, se uniram para lançar uma nova joint venture de produção e selo detentor de PI chamado Miraculous Corp. que reunirá todos os componentes da franquia de sucesso Miraculous sob um selo com a Mediawan detendo uma participação de 60% no novo selo, colocando-o sob sua divisão Mediawan Kids & Family.
Em agosto de 2024, a Mediawan anunciou que havia adquirido uma participação majoritária na produtora italiana de cinema e televisão Our Films, sediada em Roma.
Em setembro de 2024, a Mediawan anunciou que havia assinado uma parceria global de produção de conteúdo com o jogador profissional de basquete LeBron James e a produtora de entretenimento americana SpringHill Company de Maverick Carter para produzir e desenvolver filmes e séries de televisão e adaptar IPs existentes juntos, além de explorar oportunidades de distribuição internacional começando com Weekend Warriors.
Em 23 de novembro de 2024, a Sky News informou que a CVC Capital Partners, a TF1, a RedBird Capital Partners, a All3Media, a Mediawan e a Kohlberg Kravis Roberts foram associadas a uma potencial oferta pública de aquisição da ITV plc e a uma possível divisão de ativos principais, como a ITV Studios e a ITVX.
Em março de 2025, a Mediawan adquiriu uma participação majoritária de 51% na produtora independente britânica/australiana vencedora do Oscar See-Saw Films, expandindo as operações da Mediawan para a Austrália e suas atividades de produção britânicas. 

## Ativos
Os ativos de propriedade da Mediawan incluem:
| Region/Country | Units |
| -------------- | --- |
| África         | - Côte Ouest Audiovisuel - Keewu Production |
| Finlândia      | - Mediawan Finland |
| França         | - 24 25 Films - 909 Productions - Alauda Films - Anthracite Productions - Atlantique Productions - Aubes Productions - Auteurs Associés - Black Dynamite - Black Dynamite Films - Black Swan Tales - Blue Morning Pictures (also in the United States) - Cameron's - CC&C - Chapter 2 - Chi-Fou-Mi Productions - Dana Productions - DEMD Productions - Ego Productions - Electron Libre - Fit Production - Georgia - GMT Productions - IdFictions - Image & Compagnie - Imagissime - Making Prod - Mai Juin Productions - Maximal Productions - Merlin Productions - Mon Voisin Productions - Moonbow - Oberkampf Productions - Page 36 - Païva Studio - Pink Lizard - Radar Films - Réservoir Prod - Scarlett Production - Septembre Productions - Storia Television - Story Nation Productions - Troisième Œil Productions - Troisième Œil Story - White Lion Films |
| Alemanha       | - Beetz Brothers Filmproduktion - Hyperbole Medien - i&u TV - Madame Zheng Productions - Odeon Fiction - SEO Entertainment - Wiedemann & Berg Film - W&B Television |
| Itália         | - Our Films - Palomar - Vision Distribution (joint venture com Sky Italia, Cattleya, Lucisano Media Group, Wildside e Indiana Production) |
| Holanda        | - Mediawan Skyhigh - Submarine |
| Espanha        | - Boomerang TV - Good Mood - Veranda - Weekend Studio |
| Reino Unido    | - Drama Republic - Misfits Entertainment - Wildseed Studios - See-Saw Films (também na Austrália; 51%) - Cross City Films (divisão de vendas internacionais) - fanboy (with Patrick Walters) |
| Estados Unidos | - Blue Morning Pictures (também na França) - Plan B Entertainment (60%) |
| Austrália      | - See-Saw Films (também no Reino Unido; 51%) - I Am That Productions (com Garth Davis) - Picking Scabs (with Samantha Strauss) |
| Internacional  | - Leonine Distribution - Leonine Licensing - Mediawan Digital - Mediawan Kids & Family - Mediawan Kids & Family Cinema - Mediawan Kids & Family Distribution - Mediawan Kids & Family Licensing - Method Animation - Norman Studio - Onyx Lux - Somewhere Animation - Elliott Studio - Palomar Animation - Wildseed Studios - Submarine - Toon 2 Tango - Mediawan Podcast - Mediawan Rights - Miraculous Corp. (60%) - The Awakening Production - Telmondis Distribution |
| Antigo/Extinto | - AB Productions - Ango Productions - Carte Blanche Production - Frenchkiss Pictures - Hide Park Productions - JPG Films - LS Distribution (dobrado em Mediawan Rights) - Magical Society (dobrado em Method Animation) - NC Production - Résolution - Save Ferris Studios - Vema Production |